# 예멘 알카에다 반란
예멘 알카에다 반란은 예멘에서 알카에다가 1998년부터 진행 중인 반란이다. 2015년 이후로 이 반란은 예멘 내전의 일부가 되었다. 알카에다는 예멘 내전에서 예멘의 양 정부와 이슬람 국가와 모두 적군으로 교전하고 있다.

## 같이 보기
- 테러와의 전쟁
- 예멘 내전 (2015년-현재)